# Megacyllene designata
Megacyllene designata är en skalbaggsart som först beskrevs av Louis Alexandre Auguste Chevrolat 1862.  Megacyllene designata ingår i släktet Megacyllene och familjen långhorningar. Inga underarter finns listade i Catalogue of Life.